# Circondario di Jüterbog
Il circondario di Jüterbog (in tedesco Kreis Jüterbog) era un circondario della Repubblica Democratica Tedesca, parte del distretto di Potsdam.

## Storia
Il circondario di Jüterbog fu istituito il 25 luglio 1952 con la riforma amministrativa della RDT; si estendeva su territori già appartenuti ai disciolti circondari di Herzberg, di Luckenwalde, di Wittenberg e di Zauch-Belzig.
Il 17 maggio 1990 assunse il nuovo nome di Landkreis Jüterbog ("circondario di Jüterbog"), e poco dopo, in seguito alla riunificazione tedesca, divenne parte dello Stato del Brandeburgo.
Il 6 dicembre 1993, nell'ambito della riforma amministrativa del Brandeburgo, il circondario di Jüterbog venne soppresso; le città e i comuni che lo componevano passarono ai nuovi circondari di Potsdam-Mittelmark e del Teltow-Fläming.